# Јадара (Марамуреш)
Јадара (рум. Iadăra) насеље је у Румунији у округу Марамуреш у општини Мирешу Маре. Oпштина се налази на надморској висини од 225 m.

## Становништво
Према подацима из 2002. године у насељу је живело 1016 становника, од којих су сви румунске националности.